# 28e bataillon de tirailleurs sénégalais
Pour les articles homonymes, voir 28e bataillon.
Le 28e bataillon de tirailleurs sénégalais (ou 28e BTS) est un bataillon des troupes coloniales françaises.

## Création et différentes dénominations
- avril 1915 : Création du 28e bataillon de tirailleurs sénégalais
- vers 1919 : dissolution[1]

## Historique des garnisons, combats et batailles du28eBTS
Le 28e bataillon de tirailleurs sénégalais est formé en avril 1915. Cantonné au camp de Fréjus, il sert d'abord à compléter les pertes des bataillons sénégalais du corps expéditionnaire d'Orient (engagés dans la bataille des Dardanelles) tout en participant pendant l'hiver à la construction de nouveaux bâtiments dans les camps de tirailleurs sénégalais.
En juillet 1916, le bataillon est engagé dans la bataille de la Somme, autour d'Assevillers.
Le 28e BTS passe l'hiver 1916-1917 au camp de Fréjus (hivernage). Le 31 mai 1917, le bataillon reçoit la 4e compagnie du 89e BTS qui vient d'être dissous.
Le bataillon hiverne à nouveau dans le Var en 1917-1918. Il quitte Saint-Raphaël le 18 avril 1918 puis est au cœur de la bataille de Reims à partir du 17 mai.
Le 15 novembre 1918, le bataillon reçoit des renforts du 122e BTS et le 1er février 1919 il reçoit les 1re, 2e et 3e compagnie du 78e BTS à la suite de la dissolution de ce dernier.

### Sources et bibliographie
- Mémoire des Hommes.
- Marc Michel, L'appel à l'Afrique: contributions et réactions à l'effort de guerre en A.O.F. (1914-1919), Publications de la Sorbonne, 1982 (ISBN 978-2-85944-046-6, lire en ligne).
- Anthony Guyon, Histoire des tirailleurs sénégalais: De l'indigène au soldat, de 1857 à nos jours, Perrin, 2022 (ISBN 978-2-262-08598-8, lire en ligne).